# 桃樹城
桃樹城（英語：Peachtree City）是一個位於美國喬治亞州費耶特縣的城市。

## 地理
桃樹城的座標為33°23′56″N 84°34′14″W / 33.39889°N 84.57056°W，而該地的平均海拔高度為274米（即899英尺）。

## 人口
根據2010年美國人口普查的數據，桃樹城的面積為65.90平方千米，當中陸地面積為63.50平方千米，而水域面積為2.40平方千米。當地共有人口34364人，而人口密度為每平方千米521.46人。